# Ezequiel Cannavo
Ezequiel Cannavo (Rosario, 12 giugno 2002) è un calciatore argentino, difensore del Defensa y Justicia.

## Caratteristiche tecniche
Gioca come terzino destro.

## Carriera
Cannavo è cresciuto nel settore giovanile del Defensa y Justicia, con cui ha firmato il primo contratto professionistico il 25 gennaio 2023. Ha debuttato in prima squadra l'8 ottobre seguente nell'incontro di Copa de la Liga Profesional vinto 2-0 contro il Lanús ed il 7 aprile 2024 ha segnato il suo primo gol, sempre in Coppa di Lega, contro il San Lorenzo.

## Statistiche

### Presenze e reti nei club
Statistiche aggiornate al 7 maggio 2025.
| Stagione        | Squadra            | Campionato      | Campionato | Campionato | Coppe nazionali | Coppe nazionali | Coppe nazionali | Coppe continentali | Coppe continentali | Coppe continentali | Altre coppe | Altre coppe | Altre coppe | Totale | Totale | Totale |
| Stagione        | Squadra            | Comp            | Pres       | Reti       | Comp            | Pres            | Reti            | Comp               | Pres               | Reti               | Comp        | Pres        | Reti        | Pres   | Reti   |        |
| --------------- | ------------------ | --------------- | ---------- | ---------- | --------------- | --------------- | --------------- | ------------------ | ------------------ | ------------------ | ----------- | ----------- | ----------- | ------ | ------ | ------ |
| 2023            | Defensa y Justicia | PD              | 0          | 0          | CA+CdL          | 0+1             | 0               | CS                 | 0                  | 0                  | -           | -           | -           | 1      | 0      |        |
| 2024            | Defensa y Justicia | PD              | 18         | 1          | CA+CdL          | 1+8             | 0+1             | CS                 | 5                  | 0                  | -           | -           | -           | 32     | 2      |        |
| 2025            | Defensa y Justicia | PD              | 13         | 1          | CA              | 0               | 0               | CS                 | 4                  | 0                  | -           | -           | -           | 17     | 1      |        |
| Totale carriera | Totale carriera    | Totale carriera | 31         | 2          |                 | 10              | 0               |                    | 9                  | 0                  |             | -           | -           | 50     | 3      |        |